# 西城街道 (兴平市)
西城街道，是中华人民共和国陕西省咸陽市兴平市下辖的一个乡镇级行政单位。

## 行政区划
西城街道下辖以下地区：
秦岭社区、华兴社区、四零八社区、兴玻社区、十一公司社区、陕塑社区、七里庙社区、友谊社区、高家村、板桥村、北仁村、南汤台村、北汤台村、药市村、杏花村、西丰村、官庄村、潘村、冉庄村、南仁村、花王村和郭村。